# Giełczów
Giełczów (niem. Krähenhäuser) – przysiółek wsi Gorzuchów w Polsce, położony w województwie dolnośląskim, w powiecie kłodzkim, w gminie Kłodzko.

## Położenie
Giełczów to zgrupowanie kilku domów leżące na lewym brzegu Ścinawki, pomiędzy Bierkowicami i Gorzuchowem, na wysokości około 300 m n.p.m.

## Podział administracyjny
W latach 1975–1998 miejscowość administracyjnie należała do województwa wałbrzyskiego.

## Historia
Giełczów powstał prawdopodobnie na przełomie XVIII i XIX wieku jako kolonia Święcka. Ze względu na położenie między większymi i starszymi wsiami miejscowość nigdy się nie rozwinęła.